# Hugh Fraser Stewart
Pour les articles homonymes, voir Stewart.
Hugh Fraser Stewart (1863-1948) est un universitaire, homme d'église et critique littéraire britannique. Il effectua toute sa carrière à l'Université de Cambridge dont il accompagna, en tant qu'administrateur, les grandes évolutions au travers des vicissitudes de la première moitié du XXe siècle. Il a consacré de nombreux travaux à la littérature française, et traduisit les œuvres de Blaise Pascal  , dont il peut être considéré comme le principal spécialiste de langue anglaise. Jacques Chevalier salue avec éloge son travail dans le livre qu'il a consacré au penseur janséniste.
Stewart fit ses études à Trinity College (Cambridge), dont il fut chapelain (1900). Il fut élu fellow et doyen de St John's College (Cambridge), puis de Trinity College (Cambridge) (1918), d'Eton College et titulaire de la chaire de littérature française de l'université (1919). Proche de Paul Desjardins, il était un habitué des Décades de Pontigny.

## Œuvres
- Boethius: an essay, Londres, William Blackwood, 1891 (réimpr. 1974)
- Thirteen homilies of St. Augustine on St. John (1904)
- The French Romanticists: An Anthology of Verse and Prose, Cambridge University Press, 1910 (réimpr. 1914)
- La sainteté de Pascal [« The Holiness of Pascal »], Bloud, 1915 (réimpr. 1919 pour l'édition française)
- The Classical Movement in French Literature (1923)
- Traduction d'extraits des Pensées :
  - The secret of Pascal, Cambridge University Press, 1941
  - Pascal's apology for religion: extracted from the Pensées, Cambridge University Press, 1942
  - The heart of Pascal, being his meditations & prayers, notes for his anti-Jesuit campaign, remarks on language and style, etc., drawn from the Pensees, Cambridge University Press, 1945